# Hurşit Atak
Pour les articles homonymes, voir Atak.
Hurşit Atak, né le 24 mai 1991, est un haltérophile turc.

## Palmarès

### Jeux olympiques
- 2012 à Londres
  - 5e  en moins de 62 kg

### Championnats d'Europe d'haltérophilie
- 2017 à Split
  -  Médaille d'or en moins de 62 kg
- 2016 à Førde
  -  Médaille d'or en moins de 62 kg
- 2011 à Kazan
  -  Médaille de bronze en moins de 62 kg